# Wymbritseradiel
Wymbritseradiel (Wymbritseradeel en neerlandès) era un municipi de la província de Frísia, al nord dels Països Baixos. L'1 de gener de 2009 tenia 16.078 habitants repartits per una superfície de 162,74 km² (dels quals 24,43 km² corresponen a aigua). Limitava al nord amb Bolsward, Littenseradiel, Sneek i Boarnsterhim, a l'oest amb Wûnseradiel, a l'est amb Skarsterlân i al sud amb Nijefurd i Gaasterlân-Sleat.
El 2011, es va fusionar amb Bolsward, Nijefurd, Sneek i Wûnseradiel per formar Súdwest-Fryslân.

## Administració
El consistori actual, després de les eleccions municipals de 2007, és dirigit pel conservador Jacob Reitsma. El consistori consta de 17 membres, compost per:
- Crida Demòcrata Cristiana, (CDA) 4escons
- Gemeinden Belangen, 4 escons
- Partit Nacional Frisó, (FNP) 4 escons
- Partit del Treball, (PvdA) 3 escons
- ChristenUnie, 1 escó
- Partit Popular per la Llibertat i la Democràcia, (VVD) 1 escó